# 陈世礼
陈世礼（1951年11月—），男，汉族，安徽马鞍山人，中华人民共和国政治人物。

## 生平
1968年12月参加工作，1972年10月加入中国共产党。1982年在安徽师范大学中文系秘书班学习:424。1983年10月后，先后任马鞍山市化工局党委副书记、市人事局副局长、党组副书记、局长、党组书记、市委组织部长、市委副书记、市长、淮南市委副书记、市长、市委书记、市人大常委会主任等职务。2007年3月，安徽省纪检部门根据人民来信反映，对陈世礼的问题进行核查，2007年8月陈被“双规”。2008年1月30日被监视居住，2008年5月27日被刑事拘留，同年6月10日被逮捕。2008年9月，陈世礼涉嫌受贿案在阜阳市中级法院开庭审理。2008年12月，阜阳中院对陈世礼受贿案作出一审判决，判处其死刑，缓期两年执行，剥夺政治权利终身，并处没收个人全部财产；对其违法所得依法予以追缴。